# Medieval II: Total War
Medieval II: Total War — компьютерная игра 2006 года, созданная компанией Creative Assembly, продолжение игры 2002 года Medieval: Total War, четвёртая игра в серии Total War. В игре, как и во всей серии, глобальная пошаговая стратегия совмещена с тактическими битвами в реальном времени. Игра разработана на базе кода предыдущей игры серии, Rome: Total War.
Действие игры разворачивается между 1080 и 1530 годами. Как и в "Medieval: Total War", основная кампания Medieval II проходит в средневековой Европе, Северной Африке и на Ближнем Востоке. Однако, в отличие от предшественницы, действие игры переходит в эпоху открытия Нового Света, после чего на карте открывается Центральная Америка с империей ацтеков. Также, игра включает в себя основные исторические события по прошествии определённого количества ходов: вторжение монголов, вторжение тимуридов, открытие пороха в Европе, «Чёрная смерть» и т. д.

## Фракции
В игре двадцать одна фракция, из которых семнадцать являются игровыми в кампании, хотя всего лишь пять являются игровыми изначально:
- Англия — великолепные лучники (йомены, шервудские стрелки) и сильная тяжёлая пехота, но мало разнообразия в области кавалерии; сложность: нормальная. Столица — Лондон. Города: Ноттингем, Кан.
- Франция — имеет жандармов и другие типы тяжёлой кавалерии, сильные профессиональные армии; малоэффективная ранняя пехота; сложность: нормальная. Столица — Париж. Города: Марсель, Тулуза, Реймс, Анже.
- Священная Римская империя — войска, сильные по всем параметрам, но нет сильных войск позднего периода (кроме рейтаров и ландскнехтов); сложность: нормальная. Столица — Франкфурт-на-Майне. Города: Нюрнберг, Вена, Инсбрук, Болонья, Штауфен.
- Венеция — сильная венецианская тяжёлая пехота и ополчение, но слабая кавалерия, «морская держава»; сложность: нормальная. Столица — Венеция. Города: Рагуза, Ираклион.
- Испания[К 1] — изначально сильная кавалерия (рыцари Ордена Сантьяго) и хорошие технологии позднего периода; имеет профессиональные армии, мощный флот, позволяющий первым приплыть в Америку и профессиональную пехоту и кавалерию, в Новом Свете в городах вербуются конные и пешие конкистадоры; сложность: нормальная. Столица — Леон. Города: Толедо.

Другие фракции можно сделать играбельными, победив каждую из них в кампании (выигрывать саму кампанию не обязательно). Остальные можно открыть одновременно, выиграв всю кампанию (короткую либо длинную), играя одной из изначальных пяти фракций. Кроме того, фракции можно «открыть», отредактировав соответствующий текстовый файл, так же как и в Rome: Total War.
- Византийская империя — мощные ранние войска, включая варяжскую гвардию, но не имеет многих типов войск позднего периода и пороховых технологий; сложность: тяжёлая. Очень хорошее стратегическое расположение столицы. Столица — Константинополь. Города: Фессалоники, Коринф, Никосия, Никея.
- Дания — особыми войсками являются викинги (викинги-рейдеры, пешие хускарлы); пехота в основном использует топоры вместо копий или мечей, что делает её более эффективной и против брони, и против кавалерии; посредственная кавалерия; сложность: тяжёлая. Столица — Орхус.
- Египет — представляет Фатимидов и последующие династии; отличная кавалерия (мамлюки), но слабая пехота; сложность: нормальная. Столица — Каир. Города — Газа, Александрия.
- Королевство Венгрия — сильная кавалерия, но малоэффективная базовая пехота; может создавать полевые отряды из убийц, построив гильдию убийц; сложность: тяжёлая. Столица — Будапешт. Города — Бран.
- Герцогство Миланское (вместе с Генуэзской республикой) — сильное итальянское ополчение и генуэзские арбалетчики; развитые технологии позднего периода; слабая кавалерия; сравнительно слабое разнообразие типов пороховой артиллерии; сложность: тяжёлая. Столица — Милан. Города — Генуя.
- Мавритания — хорошее слияние верблюжьей кавалерии и копейщиков; имеет небольшое количество войск позднего периода, отличающихся высокой эффективностью (верблюжьи стрелки); сложность: нормальная. Столица — Кордова. Города — Марракеш, Алжир, Гранада.
- Польша — отличная кавалерия (гусары и польские дворяне), но слабая пехота; сложность: тяжёлая. Столица — Краков. Города — Галич.
- Португалия — многие войска (аркебузиры и хинеты) являются улучшенными версиями стандартных испанских; отличные технологии позднего периода; хорошая кавалерия и лучшие корабли в игре в Новом Свете в городах вербуются конные и пешие конкистадоры; сложность: лёгкая. Столица — Лиссабон. Города — Памплона.
- Русь — сильные конные стрелки и дружинники, мощная пехота, лучники и артиллерия позднего периода, казачьи войска (кавалерия и мушкетёры), но слабая пехота раннего периода; сложность: средняя. Столица — Новгород.
- Шотландия — самые лучшие копья и пики в игре, но слабая кавалерия и стрелковые отряды; кроме артиллерии не имеет других пороховых технологий; низкая мобильность; сложность: очень тяжёлая. Столица — Эдинбург.
- Сицилия — смесь войск, включающая мусульманских лучников, итальянское ополчение и нормандских рыцарей; слабая кавалерия; сложность: тяжёлая. Столица — Палермо. Города — Неаполь.
- Турция — после изобретения пушек имеют самую сильную артиллерию в игре; сильная пехота позднего периода (янычары) и дальнобойные войска; слабая броня; сложность: тяжёлая. Столица — Иконий. Города — Ереван, Мосул, Кесария.

Другие фракции в кампании являются неиграбельными, но их можно опробовать на поле боя в исторических или многопользовательских битвах:
- Папская область — сильное ополчение, но низкая мобильность; мало ценной кавалерии. Столица — Рим. Для католических государств является аналогом Сената из Rome: Total War.
- Ацтеки — нет технологий оружия или брони; сильные и дешёвые войска; некоторые из войск пугают врага; нет кавалерии и флота. Столица — Теночтитлан.
- Монголы — самая сильная кавалерия в игре, но слабая пехота.
- Тимуриды — самые сильные единичные войска в игре (боевые слоны, слоновая артиллерия, чудовищные бомбарды и ракеты); мало пехоты. Является кочевой фракцией.
- Повстанцы — территории, не принадлежащие ни одной из фракций. Её армия представлена бандами разбойников (на суше) и пиратами (на море). Повстанцы могут захватить город лишь в случае бунта (когда население выгоняет армию из города) или исчезновения фракции (происходит при смерти всех членов правящей династии). Повстанцам доступны лишь два типа агентов — Ведьма (проклинает полководцев и уничтожает священнослужителей) и еретик (священнослужитель).
- Держава саксов — как противник появляются в историческом сценарии, описывающем Битву при Гастингсе, и в обучающей кампании, где нужно претворить в жизнь завоевание норманнами Англии после победы в битве при Гастингсе в 1066 году (сама битва есть, и здесь её нужно выиграть для того чтобы начать обучающую кампанию).

## Сражения

### Исторические сражения
В данном режиме игроку предлагается принять участие в знаменитых битвах Средневековья. В соответствие с историей смоделированы расстановка войск и баланс сил сторон – это отнимает у игрока возможность самостоятельно разместить свои отряды и требует от него более тщательного продумывания тактики. Подкрепления могут появляться на поле боя весьма необычным способом, так что смотрите в оба: они могут оказаться рядом, оставаясь незамеченными.
Воссозданы следующие знаменитые битвы Средневековья:
- Битва при Гастингсе (1066) – битва между войсками нормандцев (командующий – Вильгельм Завоеватель) и саксов.
- Битва при Арсуфе (1191) – битва между войсками крестоносцев (командующий – Ричард I Львиное Сердце) и мусульман.
- Грюнвальдская битва (1410) – битва между войсками Польши и Литвы (командующий – Ягайло) и Тевтонского ордена.
- Битва при Азенкуре (1415) – битва между войсками англичан (командующий – Генрих V) и французов.
- Осада Сетениля (1484) – битва между войсками испанцев (командующий – Фердинанд II) и мавров.
- Битва при Отумбе (1520) – битва между войсками испанцев (командующий – Эрнан Кортес) и ацтеков.
- Битва при Павии (1525) – битва между войсками Священной Римской империи  (командующий – Шарль де Ланнуа) и Испании с одной стороны, и Франции с другой стороны.

Игрок может сыграть лишь за ту сторону, которая выиграла реальное сражение – выбрать сторону игрок может лишь при настройке коллективной исторической битвы, которая ничем не отличается от настроек обычного пользовательского сражения по сети. В дополнении Kingdoms возможность выбора стороны добавлена и в одиночный режим.

## Дополнения
К Medieval II: Total War выпущено одно официальное дополнение — Medieval II: Total War: Kingdoms, состоящее из 4 независимых кампаний.

## Сетевая игра
Сетевые баталии происходили на официальном сервере GameSpy. В одной битве одновременно могли принимать участие до 8 человек (4х4). Для игры по сети необходима была регистрация аккаунта на сайте gamespyid.com и одинаковая версия игры у оппонентов. Для дополнения Kingdoms предусмотрена также пошаговая сетевая игра в кампанию (хот-сит). С 2014 года GameSpy закрыла сервера.

## Обзоры в прессе
| Сводный рейтинг | Сводный рейтинг |
| Агрегатор       | Оценка          |
| --------------- | --------------- |
| GameRankings    | 87,18 %         |

- Alec Meer. Medieval 2: Total War (англ.). Eurogamer (13 ноября 2006). Дата обращения: 28 января 2011. Архивировано из оригинала 18 февраля 2012 года.

## Комментарии
1. ↑  На момент начала кампании (1080 год) не существовало единого испанского королевства – экспансии мавров противостояло несколько христианских государств на севере Пиренейского полуострова – среди них Королевство Кастилия, Королевство Леон и Королевство Галисия (территории Испании в игре), образовавшие в 1230 году единое государство, которое в 1479 году объединилось с Королевством Арагон (в игре территория повстанцев) в личную унию, положившую начало Королевству Испания.
2. ↑  Их можно сделать играбельными через редактирование файлов игры, но это чревато нестабильной работой игры и даже вылетами.